# Hassliebe (Band)
Hassliebe war eine zwischen 2005 und 2016 existierende deutsche Rockband aus Donauwörth.

## Geschichte
Die Band wurde 2005 von Sänger und Bassist Daniel Frisch, Schlagzeuger Manuel Schnell und Gitarrist Manuel Gläser in Harburg (Landkreis Donau-Ries) gegründet. Bis 2007 gab die Band mehr als 50 Konzerte und veröffentlichte ihre erste EP, von der 2000 Stück verkauft wurden. Später ersetzte Schlagzeuger Klaus Müller Gründungsmitglied Manuel Schnell, der aus privaten Gründen verhindert war. Im Jahr 2010 wurde Klaus Müller von Florian Schack als Schlagzeuger ersetzt.
Im selben Jahr gewann die Band „RT1 Nordschwaben Top Act Festival“ und den Bandwettbewerb auf dem Kulturspektakel in Gauting bei München. Ersterer wurde von Hitradio RT1 Nordschwaben veranstaltet. Kurze Zeit später wurde Manager Christian Wirth auf die Band aufmerksam. Anfang 2008 verabredete man ein Treffen mit Jon Caffery, der unter anderen Bands wie Die Toten Hosen und Einstürzende Neubauten erfolgreich produziert hatte. Caffery sagte zu das Debütalbum für Hassliebe zu produzieren. Im selben Jahr erschien ihre Single Warum. Der Song wurde in 40 Radiosendern gespielt und ist ein sehr dynamischer Rocksong, obwohl der Songtext sehr kritisch aufgenommen wurde. Dieser handelt vom Kindsmord. Durch den Erfolg bei einem Bandwettbewerb an dem 146 Bands aus ganz Deutschland teilnahmen, spielte die Band bei einem Konzert am 15. August 2008 mit den Toten Hosen. Später wurde der Song Mein letzter Wille als Radiosingle veröffentlicht. Die Band unterzeichnete 2009 ihren Plattenvertrag mit südpolrecords. 2010 veröffentlichte die Band ihr Debütalbum Niemandsland. Im Oktober 2011 verkündete die Band, das Sänger und Bassist Daniel Frisch die Band verlassen habe.
Die Köpfe der Band entschieden sich schließlich für Matthias „Matt“ Münch als Frontmann und für den langjährigen Kumpel von Kurt „Dany“ Mcauley am Bass. Ihr Debüt gab das Quintett im legendären „Rockmusik“ in Hamlar am 31. März 2012. Auch die „neue“ CD soll im Oktober 2012 veröffentlicht werden.
Im April 2016 verkündete die Band Hassliebe ihre Auflösung.

## Texte
Die Themen, die die Band in ihren Songs aufgreift handeln um Liebe, Hass, persönliche Ängste und Wünsche, wobei die Band diese Themen weder aufzeigen noch anklagen möchte. Die Band thematisiert die Welt, wie sie von der Band wahrgenommen wird. Die Texte werden auf Deutsch gesungen, wobei die Band bei Konzerten auch bayrische Texte singen.

## Medien
Die Band hatte schon Auftritte bei München TV, Ali Khan TV und im Bayerischen Rundfunk. Außerdem verbucht die Band positive Kritiken im Guitar Magazine, C-Cube, Rockster TV, Metalmagazin und von den Veranstaltern des Theatron MusikSommers. Diese beschrieben die Band als cool, solide und bezeichnete die Gruppe als Highlight. Rockster TV geht sogar davon aus, dass die Band das Zeug dazu habe sich in der deutschen Rockszene zu etablieren.

## Diskografie

### Singles
- 2008: Warum (Single)
- 2009: Mein letzter Wille (Airplay-Single)

### EPs
- 2010: Muhackl

### Alben
- 2010: Niemandsland (suedpolrecords)
- 2013: Sklave der Neuzeit (Muckypupmusic)

## Auszeichnungen
- Sieg beim RT1 Nordschwaben Top Act Festival
- Sieg beim Bandwettbewerb 2007 des Kulturspektakels Gauting in München